# William Hale (Erfinder)
William Hale (* 21. Oktober 1797 in Colchester; † 30. März 1870 in London) war ein britischer Erfinder und Unternehmer. Bekannt ist er vor allem für seine Hale’sche Rakete.

## Leben
Über Hales Jugend und Schulbildung ist wenig bekannt. Wahrscheinlich wurde er von seinem Großvater mütterlicherseits, dem Gelehrten William Cole (1753–1806), unterrichtet, später eignete er sich wohl vieles im Selbststudium an. Er verschrieb sich der Fluiddynamik und erhielt 1827 ein Patent für einen Schiffsantrieb, der aus einer dampfgetriebenen archimedischen Schraube bestand, einem primitiven Vorläufer des Wasserstrahlantriebs. Sein Patent wurde von der Royal Society und der Royal Society of Arts beachtet und prämiert, die Admiralität der Royal Navy zeigte jedoch wenig Interesse an Hales Erfindung. Zur gleichen Zeit arbeitete Hale an Verbesserungen von Windmühlen und Schießpulver.

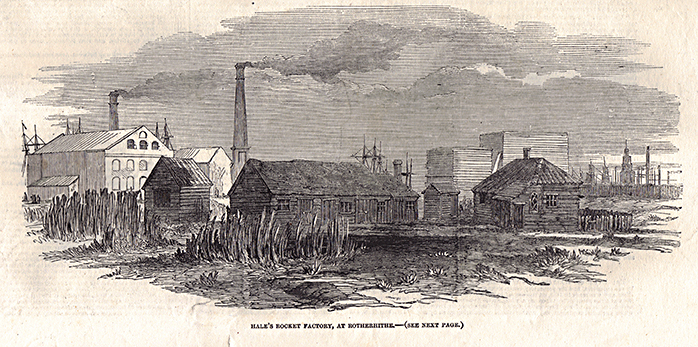
Hales Raketenfabrik in Rotherhithe

Im Jahre 1839 zog Hale nach Woolwich, wo die im Royal Arsenal hergestellten Congreve’schen Raketen sein Hauptinteresse wurden. Er konnte die Raketentechnik wesentlich weiterentwickeln: der bisher notwendige Stabilisierungsstab wurde durch eine Eigenrotation (Drall) der von ihm entwickelten Raketen überflüssig, dadurch erhöhte sich deren Genauigkeit und ihre Handhabung wurde erheblich vereinfacht. 1844 konnte er für seine Hale’sche Rakete das erste Patent (Nr. 10008) erwirken. Er gründete eine Fabrik in Rotherhithe, einem Stadtteil von London.
Da die britische Regierung zunächst nicht an Hales Erfindung interessiert war, verkaufte er eine Lizenz an die USA für den damals sehr hohen Betrag von 20.000 Dollar. Hale reiste durch Europa und versuchte seine Raketen an weitere Staaten zu verkaufen. 1849 gelang ihm das in Dänemark und Hamburg. Er verhandelte auch mit Lajos Kossuth, dem im Exil lebenden Anführer der ungarischen Unabhängigkeitserhebung gegen Österreich, was Hale in ernsthafte Schwierigkeiten brachte. Er wurde 1853 vor Gericht beschuldigt, Aufständische in Italien und Ungarn zu unterstützen. Der Fall erzeugte internationale Aufmerksamkeit. Zwar wurde die Anklage wegen Konspiration fallen gelassen, aber er musste eine hohe Geldstrafe wegen nicht genehmigter Herstellung und Lagerung von Schießpulver bezahlen, die ihn fast ruinierte. Der 1853 ausgebrochene Krimkrieg bot eine willkommene Gelegenheit für neue Geschäfte und Hale konnte 1854 Raketen an die British Army verkaufen. Weitere Verkaufserfolge erzielte er 1858 in Österreich und 1859 in Preußen.
1863 erschien seine Abhandlung Treatise on the comparative merits of a rifle gun and a rotary rocket, als eine der ersten wissenschaftlichen Arbeiten über den Raketenflug. Er erklärte diesen korrekt mit dem dritten newtonschen Gesetz.
1867 erwarb das Vereinigte Königreich schließlich Hales Lizenz und führte die Hale’sche Rakete offiziell als Bewaffnung ein. Kurz darauf setzten jedoch umfassende Verbesserungen bei Geschützen (Hinterlader, gezogener Lauf) der Raketenartillerie ein vorläufiges Ende.
Hale beschäftigte sich mit Rettungsraketen für Schiffe in Seenot und setzte seine früheren Ideen über neue Schiffsantriebe fort. Zuletzt veröffentlichte er 1868 eine Abhandlung Treatise on the mechanical means by which vessels are propelled by steam power über dampfangetriebene Schiffsantriebe, welche jedoch wenig beachtet wurde.
William Hale starb am 30. März 1870 an Typhus in seinem Haus in West Brompton und wurde auf dem Brompton Cemetery begraben.

## Privatleben
Um das Jahr 1828 herum heiratete er Elizabeth Rouse, aus der Ehe gingen zwei Söhne, William jun. und Robert, sowie zwei Töchter hervor. Seine Söhne arbeiteten zusammen mit ihm in der Fabrik. Elizabeth Hale starb 1846. Hale heiratete 1867 Mary Wells.

## Ehrungen
Der Mondkrater Hale ist nach William Hale und dem Astronomen George Ellery Hale benannt. Das New Mexico Museum of Space History ehrt ihn in der International Space Hall of Fame.